# UFO học Úc

Trang bìa này từ ấn bản thứ 6 của ấn phẩm Cục Đĩa bay Úc (AFSB) có tên là Tạp chí Đĩa bay Úc. Sáu số được ấn hành từ tháng 5 năm 1953 đến tháng 2 năm 1955. – Số 6, tháng 2 năm 1955, 8 trang, 21 cm x 28 cm – nguồn ảnh PRA Melbourne.

UFO học Úc (tiếng Anh: Australian ufology) đề cập đến một loạt các sự kiện và hoặc hoạt động lịch sử của Úc liên quan đến các cơ quan chính phủ, hội nhóm dân sự hoặc cá nhân người Úc, tập trung vào nghiên cứu những bản báo cáo, vụ chứng kiến, vụ chạm trán Vật thể bay không xác định (UFO) và các hiện tượng liên quan khác, được gọi là UFO học trong bối cảnh nước Úc trước năm 1984.

## Lịch sử
Những báo cáo ban đầu về UFO ở trong và xung quanh nước Úc có từ trước năm 1947. Tuy vậy, trường hợp Kenneth Arnold (tháng 6 năm 1947) và sự kiện UFO ở Roswell (tháng 7 năm 1947) đã trở thành chủ đề báo chí quốc tế và xuất hiện trên báo chí Úc.

### Thập niên 1940
Cuộc tập hợp đầu tiên của những người đam mê UFO diễn ra ở Melbourne vào tháng 3 năm 1949 tại Phòng thí nghiệm Nghiên cứu Hàng không (ARL) mới thành lập của Chính phủ Liên bang. Biên bản của cuộc họp phi chính phủ cho thấy có sự tham dự của 23 người đam mê từ các nhóm tiểu bang và địa phương khác nhau như Hội Liên hành tinh Anh, Hội Hàng không Hoàng gia (RAS), Tập đoàn Máy bay Khối thịnh vượng chung (CAC), Không quân Hoàng gia Úc (RAAF) và Cơ sở Nghiên cứu Lục quân. Đến tháng 5 năm 1949, cuộc tập hợp những người đam mê này được gọi là Nghiên cứu Hiện tượng Hàng không & Khí tượng (AMPR) do Brian Boyle và Jack Seers đứng đầu. AMPR bắt đầu liệt kê và nghiên cứu các câu chuyện về UFO và cho ra mắt một ấn phẩm nhỏ hàng quý có tên là Interplanetary Saucer (Đĩa bay Liên hành tinh).

### Thập niên 1950
Khối lượng công việc của AMPR tăng lên khi thế giới bước vào đợt quan sát lớn tiếp theo. Năm 1951, AMPR trở thành Nghiên cứu Hiện tượng & Hàng không Victoria (APRV).
Tháng 5 năm 1952, R. M. Seymour, Giám đốc Cục Hàng không Dân dụng Liên bang, Chi nhánh Kiểm soát Không lưu Melbourne, báo cáo rằng các sĩ quan Tình báo Úc đã từ chối sự cho phép của Cục nhằm điều tra các báo cáo về đĩa bay với lý do UFO là "vấn đề an ninh".
Tháng 7 năm 1952, Edgar Jarrold thành lập Cục Đĩa bay Úc (AFSB) tại Sydney. Trụ sở chính của cơ quan này tọa lạc ở Fairfield. AFSB bắt đầu xuất bản tờ Australian Flying Saucer Magazine (Tạp chí Đĩa bay Úc) vào tháng 5 năm 1953.
Tại một số thời điểm, APRV tìm cách liên hệ với Jarrold và đồng ý rằng AFSB và APRV sẽ hỗ trợ lẫn nhau khi có thể. APRV đã đề cử John. M. Anderson với tư cách là người liên lạc AFSB của họ với điều kiện là sự bổ nhiệm của anh ta chỉ được coi là trung lập và sẽ không có chi nhánh nào liên kết với AFSB. Rõ ràng Jarrold được APRV coi là một "khẩu súng lỏng lẻo" bí mật nhưng cả hai nhóm đều duy trì mối quan hệ công việc bình thường.
AMPR quyết định vào ngày 6 tháng 2 năm 1953 thành lập một nhóm phụ trợ có tên là Ủy ban Điều tra Đĩa bay Úc (AFSIC) hợp tác với Hội Thiên văn Victoria (ASV).
Đó là mối quan tâm đến UFO trong khoảng thời gian mà vào ngày 20 tháng 11 năm 1953, Alexander Downer, thành viên của Bộ phận Angas thuộc Liên bang, đã hỏi trong Thời gian chất vấn tại Hạ viện về việc liệu RAAF có đang điều tra hiện tượng UFO hay không. Bộ trưởng Bộ Hàng không khi đó, William McMahon (sau này là Thủ tướng) trả lời rằng những chiếc đĩa là một vấn đề "đối với các nhà tâm lý học nhiều hơn là đối với các cơ quan quốc phòng".
Tháng 7 năm 1954, AFSIC đã công bố một nghiên cứu về 55 trường hợp nhìn thấy UFO.

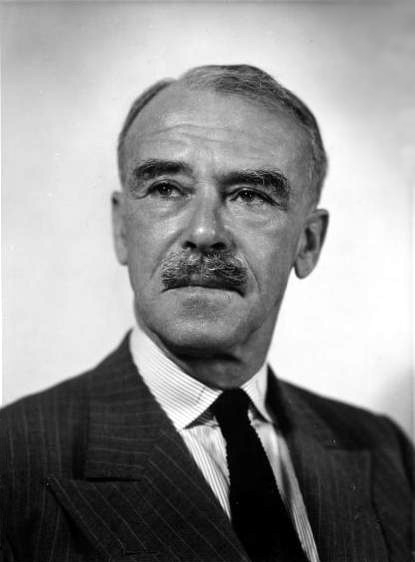
Chân dung Baron Casey

Chủ đề đĩa bay bị chỉ trích dữ dội. Sự ủng hộ của công chúng đối với việc tiếp tục điều tra hiện tượng UFO được thúc đẩy từ việc đưa tin trên báo về những lần nhìn thấy UFO năm 1954. Bộ trưởng Bộ Ngoại giao Liên bang lúc bấy giờ và Bộ trưởng phụ trách Tổ chức Nghiên cứu Công nghiệp và Khoa học Khối thịnh vượng chung Richard Casey có viết một lá thư cho tờ báo The Advertiser (Adelaide) được xuất bản vào ngày 30 tháng 1 năm 1954. Đoạn trích lá thư bao gồm điều này:
Tôi có danh sách các ngày trong vài năm qua mà mọi người báo cáo nhìn thấy 'đĩa bay' ở Úc và đem so sánh chúng với những ngày Trái Đất vừa trải qua các trận mưa sao băng (như vậy) chính. Dường như có một mối quan hệ đáng chú ý giữa hai tập hợp ngày này.— R. G. Casey, Bộ trưởng Bộ Ngoại giao

Baron Casey là thành viên của APRV. Thời gian làm Bộ trưởng phụ trách CSIRO và Bộ trưởng Bộ Ngoại giao đã cho phép ông đóng vai trò là cầu nối giữa nghiên cứu của chính phủ, công chúng và các câu lạc bộ đam mê công cộng. Sự tò mò của Casey về chủ đề liên quan đến UFO vẫn ám ảnh ông cho đến khi ông qua đời vào tháng 6 năm 1976.
Tháng 3 năm 1954, Jarrold được một người Nam Úc tên là Fred Stone liên lạc. Stone đồng ý thành lập một nhánh của nhóm Jarrold và do đó AFSB (SA) ra đời. Tuy nhiên, mối quan hệ này rất mong manh và khi hành vi của Jarrold thay đổi do căng thẳng, mối quan hệ ngày càng xấu đi. RAAF cũng ghi nhận các vấn đề với Jarrold. Lãnh đạo Sq A.H. Birch, AFC, Tổng hành dinh Không quân, Doanh trại Victoria, Victoria, đã lưu ý điều này trong một bức thư đề ngày 5 tháng 4 năm 1955: "...màn thảo luận trong cuộc phỏng vấn ngắn giữa tôi với ông Jarrold chủ yếu liên quan đến khả năng Hội của ông ấy gây bối rối cho Không quân Hoàng gia Úc".
RAAF sau đó đã thay đổi chính sách của họ và chuyển sự giúp đỡ của họ sang các tổ chức khác ở Úc. "Giám đốc cũng sẽ vui lòng mở rộng dịch vụ này cho Hội của ngài". Sau cuộc họp của Sq/Ld Birch với nhóm UFO của Edger Jarrold, AFSB sụp đổ (vào tháng 2 năm 1955), chỉ trong vòng chưa đầy 4 năm, Jarrold từ bỏ bối cảnh UFO đang hoạt động mãi mãi, chỉ xuất hiện vào những dịp hiếm hoi mà thôi.
Sau đó, một nhóm tiểu bang mới xuất hiện. Công trình nổi bật nhất và đầu tiên được xây dựng lại dưới sự chỉ đạo của Fred Stone, vốn là người lập ra Hội Nghiên cứu Đĩa bay Úc (AFSRS) có trụ sở tại Adelaide, Nam Úc vào tháng 2 năm 1955. Stone cũng nhìn thấy cơ hội trở thành cơ quan quản lý của tất cả lĩnh vực nghiên cứu UFO ở Úc. Anh ta đề nghị APRV thực hiện theo kế hoạch của mình thế nhưng bị họ bác bỏ khái niệm này. Tuy nhiên, APRV đã đồng ý mở rộng mối quan hệ tương tự mà họ mở rộng cho nhóm của Jarrold với John. M. Anderson là người liên hệ của họ. Thỏa thuận này nhận được sự đồng ý và APRV đã cung cấp danh sách liên hệ cho Stone về những người tổ chức chi nhánh tiềm năng. Kế hoạch của Stone là thành lập ba nhóm bang mới (Victoria, NSW và Queensland) đặt dưới quyền kiểm soát của ông. Nhờ vào bản danh sách thành viên mới, Stone bắt đầu thực hiện kế hoạch của mình. Mặc dù mỗi nhóm mới được phát triển do các cá nhân thuộc về nhóm này, nhưng cuối cùng thì Stone có rất ít ý kiến đóng góp vào cấu trúc của hai nhóm tiểu bang còn lại. Ban đầu, ý tưởng của ông có tác dụng nhưng nhanh chóng gặp phải các vấn đề về quản lý do khoảng cách giữa các bang và đường dây liên lạc xa xôi.
Tháng 4 năm 1956, để đối phó với sự gia tăng số lượng báo cáo UFO, Cơ quan Nghiên cứu Hàng không & Hiện tượng Victoria (APRV) đã thay đổi cấu trúc và tên của họ thành Cơ quan Nghiên cứu Hiện tượng Victoria (PRV).
Tháng 11 năm 1957, sự quan tâm của công chúng dâng cao đã tạo ra sự hình thành các nhóm mới trên khắp nước Úc. Phần lớn các nhóm tiểu bang mới này không chấp nhận kế hoạch năm 1955 của Fred Stone; những người chấp nhận nó chỉ tồn tại một năm trước khi họ quyết định hoạt động dưới sự quản lý của riêng mình. Vào cuối năm 1957, một nhóm mới bắt đầu ở Sydney có tên là Hiệp hội Nghiên cứu Đĩa bay Vùng ngoại ô phía Bắc (NSFSRA), được thành lập dưới thời ông bà D. Moore.
Các thành viên Queensland kêu gọi một cấu trúc độc lập và đi theo con đường riêng của họ. Họ đã thành lập Cục Nghiên cứu Đĩa bay Queensland (QFSRB), hiện được gọi là Nghiên cứu UFO Queensland (UFORQld), được thành lập dưới thời Charles Middleborough vào năm 1956 và với Stan Seers từ năm 1957. Các nhóm mới này đã bị xâm nhập và thành viên trong số họ đều nằm dưới sự giám sát chặt chẽ của Tổ chức Tình báo An ninh Úc (ASIO), như đã thấy trong một bản báo cáo đề ngày 4 tháng 8 năm 1959. Hồ sơ và nhận xét về Stan Seers và các thành viên QFSRB được cung cấp cho Giám đốc Phân khu ASIO.
Tuy nhiên, tại Victoria, Hội Nghiên cứu Đĩa bay Úc (Chi nhánh Victoria) (AFSRS Vic), hiện được gọi là Hội Nghiên cứu UFO Victoria (VUFORS), dưới quyền lãnh đạo của Peter E. Norris LL.B và John Pinkney, lập ra vào ngày 17 tháng 2 năm 1957 tại Đại học Melbourne. Trong những tháng đầu năm 1957, đây là một chi nhánh thuộc Hội Nghiên cứu Đĩa bay Úc (AFSRS) nhưng cuối năm đó nó cũng trở nên độc lập và được tổ chức lại thành Hội Nghiên cứu Đĩa bay Victoria (VFSRS).
Cũng trong thời điểm này, Hội hội Nghiên cứu Đĩa bay Úc (Chi nhánh NSW) (AFSRS NSW) được thành lập. Chi nhánh này đã đi theo sự dẫn dắt của Victoria và quyết định trở nên độc lập với nhóm AFSRS của Fred Stone ở Nam Úc. Các thành viên của NSW bèn quyết định thay đổi cấu trúc và tên gọi của họ một lần nữa và do đó trở thành Trung tâm Điều tra UFO (UFOIC) dưới sự chỉ đạo của Tiến sĩ W.P. Clifford vào năm 1957.
Sự khởi đầu của UFOIC đã bị lu mờ bởi một nhóm lớn, tích cực hơn ở Sydney, Hiệp hội Nghiên cứu Đĩa bay Vùng ngoại ô phía Bắc. Hai nhóm ở Sydney tranh giành thành viên và chẳng bao lâu mối quan hệ giữa hai bên tan vỡ. NSFSRA đã trở thành nhóm trung tâm của NSW, chủ yếu là nhờ sự ủng hộ của công chúng và sự đón tiếp George Adamski trong chuyến thăm Úc năm 1959 của ông, do các Nhóm Victoria và Queensland tổ chức. Adamski tổ chức buổi diễn thuyết về UFO ở Sydney tại Adyar Hall vào ngày 27 tháng 2 năm 1959. Chuyến thăm của Adamski khiến tư cách thành viên UFOIC giảm đi đáng kể cho đến khi về cơ bản nó chỉ còn là một nhóm nhỏ gồm những người đam mê gắn bó chặt chẽ. Cuộc tranh chấp gay gắt đến mức đã khiến vị Chủ tịch UFOIC là Tiến sĩ Greenwell phải từ chức trong sự ghê tởm; điều này đã mở ra vị trí cho Tiến sĩ Miran Lindtner lên làm chủ tịch tiếp theo vào tháng 3 năm 1959. Thiệt hại xảy ra và trải nghiệm ở Sydney khiến cộng đồng UFO ở NSW kinh hoàng.

### Thập niên 1960
Ngành công nghiệp vũ trụ của Úc đang phát triển mạnh mẽ và dần dần, các cơ sở nghiên cứu có trụ sở tại Victoria đã chuyển đến Nam Úc và Bãi phóng Tên lửa Woomera. Những thay đổi bộ phận này bắt đầu ảnh hưởng đến việc quản lý và thành viên của PRV. Để bắt kịp với sự thay đổi của thế giới, vào năm 1961, AMPR cũ một lần nữa lại thay đổi cấu trúc và tên gọi của họ từ Phenomena Research Victoria (PRV) thành Phenomena Research Australia (PRA).
Ngày 27 tháng 2 năm 1965, tại thị trấn nông thôn Ballarat, Victoria, Úc đã tổ chức buổi họp nhóm UFO đầu tiên. Hội nghị này được tổ chức dưới sự chủ tọa của W. Howard Sloane, thuộc Hội Thiên văn Ballarat. RAAF do B.G. Roberts làm đại diện, vốn là một nhà khoa học nghiên cứu cấp cao thuộc Cơ quan Nghiên cứu Vận trù học (ORO), Bộ Hàng không, Canberra và hai sĩ quan RAAF trông coi buổi trưng bày. Thống chế không quân Sir George Jones (người quan tâm đến UFO) cũng tham dự. Các diễn giả chính, bao gồm Mục sư William Gill và Charles Brew, đã kể lại những trải nghiệm UFO rất công khai của họ. Tại hội nghị này, một cấu trúc nhóm công khai mới được đặt tên là Tổ chức Điều tra Hiện tượng Không trung Khối thịnh vượng chung (CAPIO). Hội đồng đã bỏ phiếu cho phép nó tồn tại và luật sư Peter E. Norris LL.B (Melb) không tham gia quy trình bỏ phiếu đã trở thành vị Chủ tịch đầu tiên của CAPIO, dưới sự bảo trợ của Thống chế Không quân Sir George Jones.
Tháng 10 năm 1965, sau những trì hoãn trong việc thiết lập, Trung tâm Điều tra UFO Tasmania (TUFOIC) được thành lập dưới thời Keith Roberts và Paul Jackson.
Năm 1966, một nhóm mới có trụ sở tại Woomera được thành lập có tên là Hội Nghiên cứu Thiên văn và Kỹ thuật Khoa học. Nhóm nhân viên khoa học và kỹ thuật này đã thu thập các báo cáo về UFO từ bãi phóng tên lửa Woomera và khu vực địa phương. Do sự sụp đổ của chương trình tên lửa của Anh và Úc, nhóm này đành phải giải tán vào năm 1968.
Ngày 12 tháng 10 năm 1966, Bộ Hàng không đã viết thư cho CSIRO khuyên rằng "Việc nhìn thấy Vật thể bay Không xác định trong những tháng gần đây đã được công khai đáng kể... điều quan trọng là hệ thống điều tra nên sử dụng tốt nhất các nguồn lực sẵn có ở Úc". DOA đã mời CSIRO bình luận về các trường hợp UFO cụ thể mà RAAF sẽ gửi cho họ. Biên bản cuộc họp lần thứ 92 của ủy ban điều hành CSIRO vào ngày 25 tháng 10 năm 1966 (Xem đoạn 10 tiết lộ rằng CSIRO đã đồng ý với yêu cầu của DOA. Họ trả lời vào ngày 7 tháng 11 năm 1966, "Tổ chức rất sẵn lòng hỗ trợ theo cách này... và cung cấp cho bạn những lời nhận định".

#### Sự rạn nứt hợp tác của tiểu bang
Trong suốt nhiều năm qua, đã có xung đột ngầm hoặc tính cạnh tranh chung giữa các nhóm, tập trung chủ yếu vào các nhóm Victoria. Norris và nhóm VFSRS của ông đã nhấn mạnh nhu cầu về việc cung cấp tài liệu nghiên cứu tích cực của chính phủ và tạo cơ hội liên kết với các cơ quan chính phủ khác nhau cho quá trình này. Một tài liệu cho ASIO trích dẫn Chủ tịch AFSRS Fred Stone là thiếu tin tưởng vào nhóm người Victoria và báo cáo rằng họ có liên quan đến Nhóm UFO Sydney do những thành viên có khuynh hướng "Hồng" kiểm soát.
Đến năm 1963, nhóm Nam Úc kết thúc, dẫn đến việc Sydney thúc đẩy quyền kiểm soát tạp chí của nhóm tiểu bang này. Ngày 23 tháng 2 năm 1967, UFOIC V/Pres, ông Harry O'Brian đã nộp đơn đăng ký bản quyền cho tạp chí Australian Flying Saucer Review của nhóm tiểu bang này. Victoria và Queensland phản đối, đơn xin không thành công, và VFSRS đóng cửa Sydney. UFOIC tiếp tục xuất bản một bản tin từ năm 1964 cho đến cuối năm 1979.
Năm 1968, Hội Nghiên cứu Đĩa bay Victoria (VFSRS) được tổ chức lại và cái tên này một lần nữa lại được thay đổi – lần này là Hội Nghiên cứu U.F.O. Victoria (VUFORS).
| TRƯỜNG HỢP 1 | 6 tháng 4 năm 1966 | UFO Trường Trung học Westall, Victoria |

Ngày 26 tháng 6 năm 1968, trong một bức thư của Bộ Ngoại giao Chính phủ Úc gửi cho Thư ký Thủ tướng Chính phủ, những quan sát chính sách sau đây được ghi lại: "...lịch sử của chủ đề này tiết lộ rằng các nhà khoa học có kinh nghiệm càng dành nhiều thời gian và công sức để điều tra cái nhỏ hơn thì phần còn lại của hiện tượng không giải thích được... bất chấp những khó khăn này, Chính phủ Úc vẫn tiếp tục lưu giữ hồ sơ về các hiện tượng "quan sát thấy" và liên quan được báo cáo trong lãnh thổ Úc và các vùng lãnh thổ liên quan".
Đến năm 1969, Phenomena Research Australia (PRA) đã thay đổi chính sách của họ và mở rộng số lượng thành viên hạn chế cho công chúng với một bản tin mới có tên là UFO And Phenomena.

### Thập niên 1970
Cuối năm 1970, Trung tâm Điều tra UFO Tasmania (TUFOIC) đã ấn hành Báo cáo UFO Tasmania, sau này là Bản tin TUFOIC, dạng tạp chí bao gồm 86 số (năm 1970 đến năm 1999).
Ngày 30 tháng 10 năm 1971, hội nghị chuyên đề được tổ chức tại Adelaide. Hội nghị chuyên đề về UFO này do Ban SA Hiệp hội vì sự Tiến bộ Khoa học Úc và New Zealand tổ chức.
Các nhóm VUFORS và PRA ở Victoria đã mời Tiến sĩ J. Allen Hynek đến thăm Úc. Ông này nhận lời và đặt chân đến Úc vào năm 1973, dành bốn ngày ở Melbourne, sau đó là những chặng dừng chân ngắn ở Sydney, ACT, Brisbane và Papua New Guinea. Khi ở Victoria, Tiến sĩ Hynek cũng đã gặp mặt Mục sư William Gill, có liên quan đến biến cố nổi tiếng "tiếp xúc cự ly gần loại thứ ba" xảy ra tại làng truyền giáo Anh giáo ở Boianai, Papua, New Guinea. Ông còn đi đến Papua cho phép thực hiện một cuộc điều tra chi tiết tại chỗ về trường hợp nổi tiếng này. Các thành viên người Victoria của VUFORS và PRA đã có sự thu xếp rằng, trong thời gian ở lại ACT, Hynek có thể trò chuyện với Shamus O'Farrell, thảo luận về sự kiện Sea Fury nổi tiếng năm 1954 của O'Farrell.
Năm 1974, Harry Griesberg và David Seagent quyết định thành lập Bộ phận Phối hợp Úc (ACOS) trực thuộc Trung tâm Nghiên cứu UFO (CUFOS) có trụ sở tại Hoa Kỳ. Điều này diễn ra sau chuyến thăm Úc năm 1973 của Tiến sĩ J. Allen Hynek với lời yêu cầu giới nghiên cứu UFO người Úc chuyển giao các bản sao báo cáo quan sát thú vị về UFO của Úc cho CUFOS ở Mỹ.

Năm 1978, VUFORS đổi hướng sau khi Peter Norris từ chức. Một giám đốc điều hành mới đã được đặt dưới quyền kiểm soát, đảm bảo sự thành công liên tục của VUFORS. Đến năm 1978, VUFORS có số lượng thành viên lớn nhất so với bất kỳ tổ chức UFO nào ở Nam bán cầu.

#### Mở Hồ sơ UFO Quốc phòng
Mặc dù hồ sơ UFO đã có sẵn dành cho nhân viên Quốc phòng và nhân viên Phòng thủ Dân sự trong suốt nhiều năm qua, nhưng đống hồ sơ này vẫn bị cấm cửa đối với giới nghiên cứu đến từ bên ngoài. Đến tận tháng 10 năm 1979, thông qua nỗ lực rộng rãi của các nhà nghiên cứu VUFORS và Fl/Lt Brett Biddington (về sau là Đại úy Liên đoàn bay – RAAF), RAAF đã mời giới nghiên cứu Victoria đến thăm Phòng Tình báo tại Bộ Tư lệnh Tiếp liệu Tổng bộ RAAF, Doanh trại Victoria, Victoria, để xem bộ sưu tập hồ sơ đa số và sao chép những gì họ muốn. Đây là một bước ngoặt đáng kể của Lực lượng Phòng vệ, nhưng lại chính là sự khởi đầu của một giai đoạn hợp tác nổi bật giữa cơ quan chính phủ và các nhóm dân sự. Mãi cho đến năm 1981, một sự thay đổi khác trong chính sách mới được khởi xướng. Một số hồ sơ chung về UFO có thể được gửi đến Bộ Quốc phòng, Cơ quan Russell, Canberra, khi được yêu cầu. Việc lựa chọn hạn chế được mở rộng dành cho những người thường dân khác đến nghiên cứu sau khi để cho một viên sĩ quan kiểm soát thứ hai xem xét kỹ lưỡng, nhưng sau khi kiểm duyệt, chúng phải được trả lại cho bộ sưu tập ở Victoria.
| TRƯỜNG HỢP 2 | 21 tháng 10 năm 1978 | Phi công Frederick Valentich mất tích, Victoria |

### Thập niên 1980
Đến năm 1980, ACOS trở thành Trung tâm Nghiên cứu UFO của Úc (ACUFOS) vào năm 1985 (cho đến ngày nay) dưới sự điều hành của Tiến sĩ Martin Gottschall. Nghiên cứu UFO Úc (UFORA) do Vladimir và Pony Godic lập nên. Bản tin đầu tiên của họ được xuất bản vào tháng 1 năm 1980 tại Nam Úc.

## Chính quyền
Cấu trúc của Chính phủ Úc có ba cấp. Cấp thấp nhất là Hội đồng Địa phương, trên đó là Chính phủ Tiểu bang và trên các cấp này là Chính phủ Liên bang. Trong suốt kỷ nguyên hiện đại của UFO học Úc, các cơ quan của chính phủ Liên bang đã đóng vai trò quan trọng là điều tra viên chính thức. Chính phủ Tiểu bang đóng một vai trò nhỏ; thế nhưng bằng chứng lưu trữ tiết lộ rằng khi một cơ quan Nhà nước tham gia, mục tiêu chính của họ là chuyển vụ việc lên phạm vi Liên bang.

### Báo cáo
RAAF đã xử lý hơn 400 báo cáo từ năm 1950 đến năm 1959 và hơn 1.300 báo cáo từ năm 1960 đến năm 1980. Bộ Hàng không thì đưa ra danh sách Vật thể Nhìn thấy Bất thường Trên không (UAS) cho công chúng. Ba ví dụ như vậy là:
- Tóm tắt Số 1 Tháng 1 năm 1960 – Tháng 12 năm 1968[48]
- Tóm tắt Số 2 Tháng 1 năm 1969 – Tháng 12 năm 1969[49]
- Tóm tắt Số 3 Tháng 1 năm 1971 – Tháng 12 năm 1971[50]

Danh sách mẫu trên đây là từ đống hồ hơ Tây Úc thuộc Văn khố Quốc gia Úc (NAA). Tuy nhiên, được biết có hơn 10.000 hồ hơ trong hơn 130 thư mục về chủ đề UFO hoặc đĩa bay nằm trong bộ sưu tập 60 triệu hồ hơ của NAA. Sau năm 1980, các báo cáo về UFO của Chính phủ ở các bộ phận bên ngoài đã bị loại bỏ và sau đó phân tán khắp nước Úc đến các kho lưu trữ của NAA, cách xa điểm trung tâm ban đầu của họ ở Victoria.
Nguồn tài liệu lưu trữ cho thấy những người đóng vai trò chính sau đây trong nghiên cứu trường hợp UFO hoặc thu thập thông tin. Danh sách này có thể không hiển thị cấp quản lý bên trên của các phòng ban, mà chỉ hiển thị các đơn vị có liên quan đến những nghiên cứu về UFO.

### Tiểu bang
- Đại học Melbourne[52]
- Đồn cảnh sát địa phương
- Phân cục Biệt đội CIB cảnh sát địa phương

Bìa thư mục UFO của Cục Hàng không 114/1/997 – 1953 đến 1955 – NAA 01948052

### Liên bang
- Ban Hàng không[53]
- Tổ chức Tình báo An ninh Úc (ASIO)[54]
- Cục An toàn Giao thông Úc (ATSB)
- Ban Tham mưu Liên hợp Úc (Tình báo)
- Cục An toàn Hàng không (BAS)
- Cục Điều tra An toàn Hàng không (BASI)
- Cục Khí tượng (BOM)[55]
- Ban Điều tra Khối thịnh vượng chung (CIS)
- Tổ chức Nghiên cứu Khoa học & Công nghiệp Khối thịnh vượng chung (CSIRO)[56][57]
- Tình báo Khoa học và Kỹ thuật Quốc phòng (DSTI)
- Giám đốc Tình báo Khoa học (DSI)
- Tổng cục Tình báo Không quân (DAFI)[58]
- Ban Vật lý Khí tượng (CSIRO)
- Ban Vật lý Vô tuyến (CSIRO)[59]
- Bộ Quốc phòng (DoD)[60]
- Bộ Hàng không (DOA) (1939–1973)[61]
- Bộ Hàng không (DOA)
- Bộ Hàng không Dân dụng (DCA)[62]
- Bộ Ngoại vụ[63]
- Bộ Khí tượng (DOM)[55]
- Bộ Hải quân[64]
- Bộ Tiếp liệu (1950–1974)[65]
- Bộ Giao thông Vận tải (DOT)
- Cục Tình báo Liên hợp (JIB)
- Chi cục Khí tượng[66]
- Phòng Thí nghiệm Tiêu chuẩn Quốc gia (CSIRO)[67]
- Ban Thượng Khí quyển (CSIRO)[68]

Chú thích: Danh sách trên không đầy đủ; thế nhưng nó liệt kê các trang quan trọng từ các bộ phận chính của Chính phủ đã tổ chức hoặc xử lý các báo cáo về UFO.
Từ năm 1930 đến năm 1959, phần lớn bộ sưu tập hồ sơ UFO Quốc phòng đều được lưu giữ tại Tổng hành dinh Southern Air, G Block, Quân doanh Albert Part, Melbourne, với bên Tình báo Lục quân. Sau năm 1959, đống hồ sơ này được chuyển đến Tổng hành dinh của RAAF, Bộ Tư lệnh Tiếp liệu, Doanh trại Victoria, Phòng Tình báo Victoria, trong tòa nhà chính. Các hồ sơ trường hợp UFO này được Quân đội Úc kiểm soát thông qua các nhân viên của Đội Tình báo Lục quân Úc trong hệ thống Tình báo Úc, và họ đóng vai trò chính trong cuộc điều tra thực địa về bất kỳ hiện tượng UFO nào ở Úc. Tuy vậy, Quân đội giữ một số lượng hồ sơ công khai thấp nhưng lọc các báo cáo hành động ra. Văn phòng Trung tâm của tất cả các phòng ban đều được đặt tại Melbourne, Victoria, từ năm 1930 đến năm 1969. Sau đó, do tái cấu trúc chính phủ, phần lớn các phòng ban đã chuyển đến Canberra. Bộ sưu tập chính hồ sơ UFO lưu lại Victoria cho đến năm 1989, sau đó chuyển đến Canberra hoặc Văn khố Quốc gia Úc.

### Không quân sao lãng UFO học Úc
Ngày 4 tháng 1 năm 1994, Chỉ huy trưởng Phi đội RAAF Brett Biddington, thay mặt cho Tham mưu trưởng Không quân, đã thông báo cho mọi nhóm UFO dân sự trên khắp nước Úc rằng "Số lượng báo cáo gửi cho RAAF trong thập kỷ qua đã giảm đáng kể, điều này có thể cho thấy rằng các tổ chức như của bạn được biết đến nhiều hơn và đang đáp ứng các yêu cầu của cộng đồng". Do đó, RAAF sẽ không điều tra hoặc thu thập thêm bất kỳ báo cáo công khai nào kể từ ngày đó trở đi. Mặc dù RAAF đã chính thức loại bỏ chính họ khỏi giai đoạn thu thập báo cáo công khai, nhưng có bằng chứng cho thấy các cuộc điều tra nội bộ, do những cơ quan chính phủ khác tiến hành, vẫn tiếp tục dưới tên gọi mới là Unusual Aerial Phenomena (UAP) hoặc Unusual Aerial Sightings (UAS). Được gọi là "1996 – Chỉ dẫn Phòng vệ (Chung) ADMIN 55-1", tài liệu chính sách của Bộ Quốc phòng (DOD) năm 1996 này nổi danh qua tên gọi 'ADMIN 55-1' liên quan đến chính sách UAS vẫn được sử dụng.
Để biết thêm thông tin về UFO và Chính phủ Úc, hồ sơ và báo cáo vụ chứng kiến UFO từ năm 1950 đến 1984, hãy tìm kiếm Văn khố Quốc gia Úc.

## Nhóm điều tra UFO
- Mutual UFO Network Australia and New Zealand (MUFON)
- Australian Centre for UFO Studies (ACUFOS)
- Australian International UFO Flying Saucer Research (AIUFOFSR)
- Australian UFO Sightings (AUFOS)
- Victorian UFO Action (VUFOA)
- Phenomena Research Australia (PRA)
- Tasmanian UFO Investigation Centre (TUFOIC)
- Victorian UFO Research Society Lưu trữ ngày 23 tháng 4 năm 2011 tại Wayback Machine (VUFORS)
- UFO Research (NSW) Incorporated (UFORNSW)
- UFO Research Queensland Lưu trữ ngày 6 tháng 7 năm 2011 tại Wayback Machine (UFORQld)